# Dacia Sandero

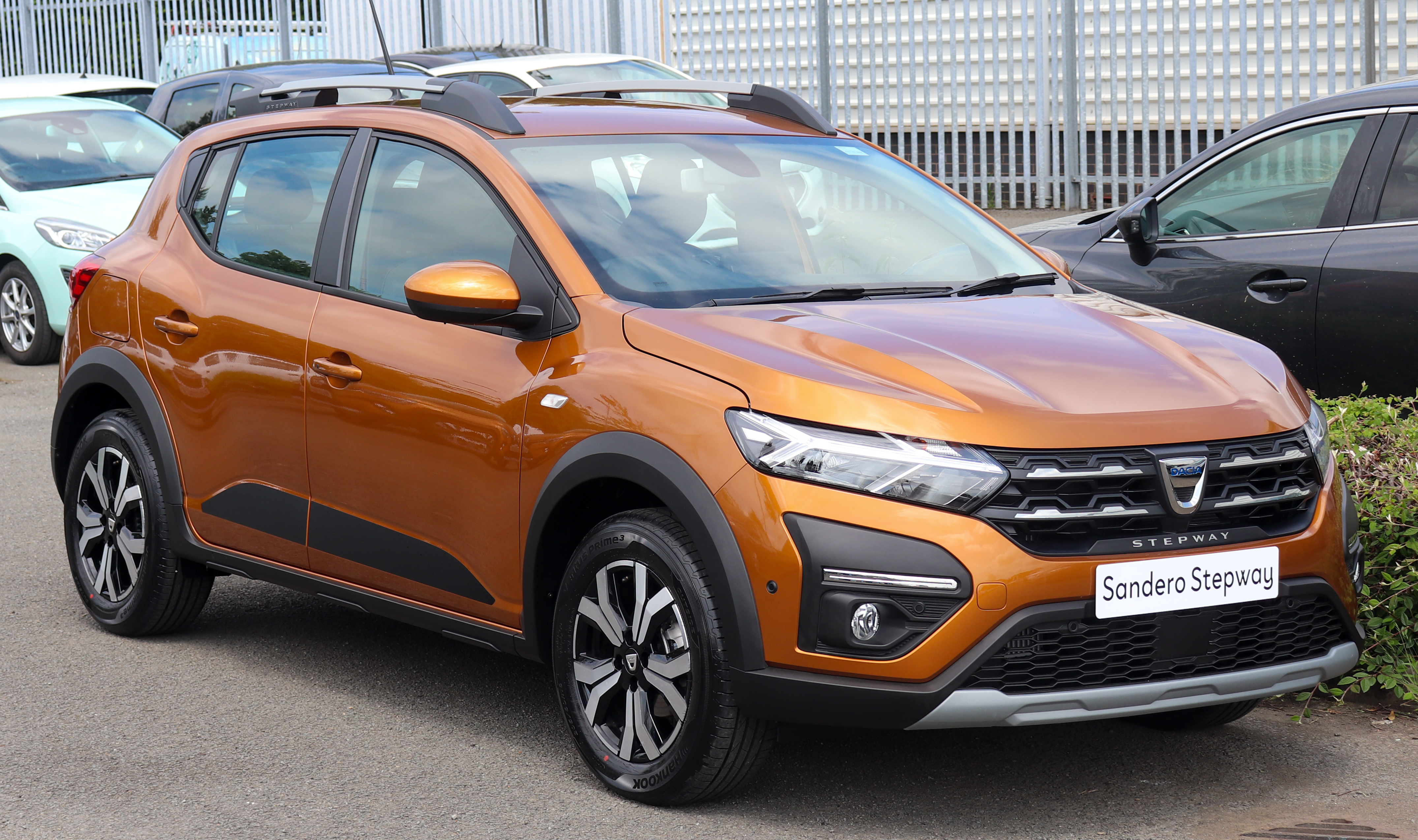
Dacia Sandero Stepway.

El Dacia Sandero és un cotxe tipus compact (segment B) hatchback fabricat per Dacia, una marca de Renault. Va iniciar la seva comercialització en desembre de 2007 al Brasil i a mitjans de 2008 ja es comercialitza a gran part d'Europa.
El Sandero es fabrica a les plantes de Mioveni, Romania, São José dos Pinhais, Brasil i Envigado, Colòmbia.

## Informació general

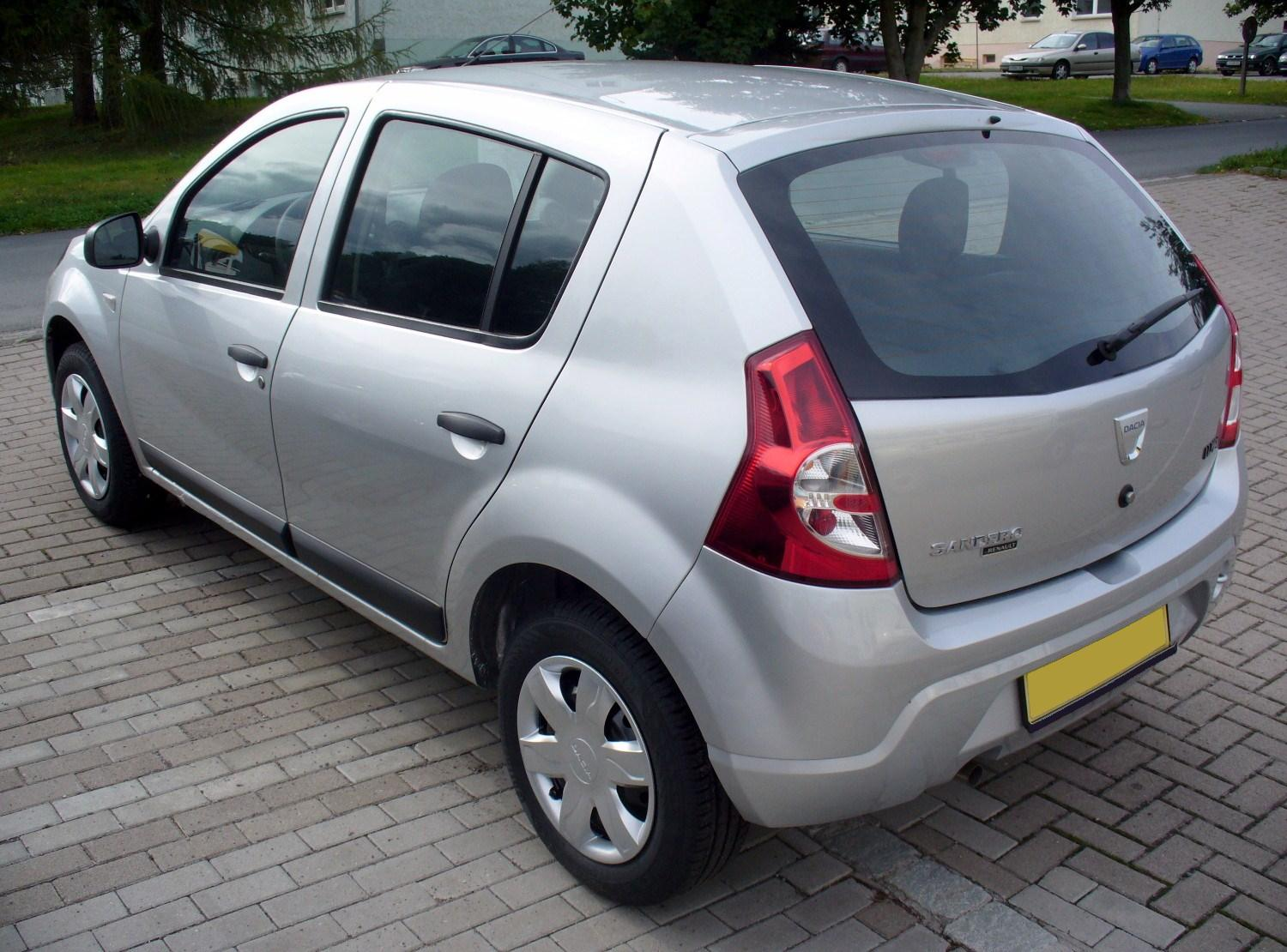
Part posterior d'un Dacia Sandero 1.4 MPi.

El Sandero utilitza la plataforma B de Nissan que comparteix amb altres vehicles com són el Renault Clio, Nissan Tiida o Dacia Logan. Les mides d'aquest vehicle són:
Batalla: 2,590 m 
Longitud: 4,020 m
Amplada: 1,750 m
Alçada: 1,530 m
Els paquets d'equipament disponibles són tres:
- Base. Més senzill, amb direcció mecànica, ABS+EBD, airbag conductor i acompanyant, fixació isofix per una cadireta als seients posteriors i seient posterior abatible.
- Ambiance. Afegeix, direcció assistida, tancament centralitzat, llum al portaequipatges, vidres tintats entre altres detalls.
- Laureate. Més equipat. Inclou a més airbags laterals davanters, fars antiboira, alçavidres elèctrics davanters entre altres detalls.

En opció es deixa el lector de CD, alçavidres posteriors, aire condicionat, llantes d'aliatge i pintura metal·litzada.

## Motors
| Model   | Cilindrada | Potència (cv) | Vel. màxima | 0-100 km/h | Consum       | CO2      |
| ------- | ---------- | ------------- | ----------- | ---------- | ------------ | -------- |
| 1.4 MPI | 1390 cc    | 75            | 161 km/h    | 13 s       | 7.0 L/100 km | 165 g/km |
| 1.6 MPI | 1598 cc    | 87            | 174 km/h    | 11,5 s     | 7,2 L/100 km | 170 g/km |
| 1.5 DCI | 1461 cc    | 68            | 157 km/h    | 15 s       | 4,5 L/100 km | 120 g/km |
| 1.5 DCI | 1461 cc    | 86            | 167 km/h    | -          | 4,6 L/100 km | 120 g/km |

## Versió Flexible
Renault do Brasil ofereix el Sandero Stepway 10 mesos després del seu llançament al Brasil (Desembre de 2007); equipa el Stepway un motor Hi-Flex de 1.6L 16v de 112 hp capaç d'usar etanol i gasolina.